# Nicoletta Rizzi
Nicoletta Rizzi (Milano, 18 gennaio 1939 – Milano, 17 gennaio 2010) è stata un'attrice italiana.

## Biografia
Negli anni sessanta lavora per il teatro e la televisione e interpreta due film di Salvatore Samperi: Grazie zia e Cuore di mamma.
La sua notorietà cresce soprattutto allorché, in sostituzione di Patty Pravo, è chiamata a fine aprile 1971 a interpretare il ruolo della misteriosa creatura aliena di A come Andromeda, lo sceneggiato che nel 1972 ebbe successo di ascolti. Dopo questa interpretazione è nel cast del film La prima notte di quiete di Valerio Zurlini, con Alain Delon protagonista.
Nel 1973 partecipa al fortunato sceneggiato televisivo poliziesco Lungo il fiume e sull'acqua, quindi nel 1975 partecipa di nuovo a un telefilm di fantascienza, il pure fortunato Gamma. Segue un'ultima apparizione televisiva nella miniserie TV del 1979 Astuzia per astuzia.
Muore a Milano il 17 gennaio 2010 il giorno prima di compiere 71 anni. Al momento della morte ricopriva la carica di segretaria generale del Sindacato Attori Italiani di Milano.

## Filmografia

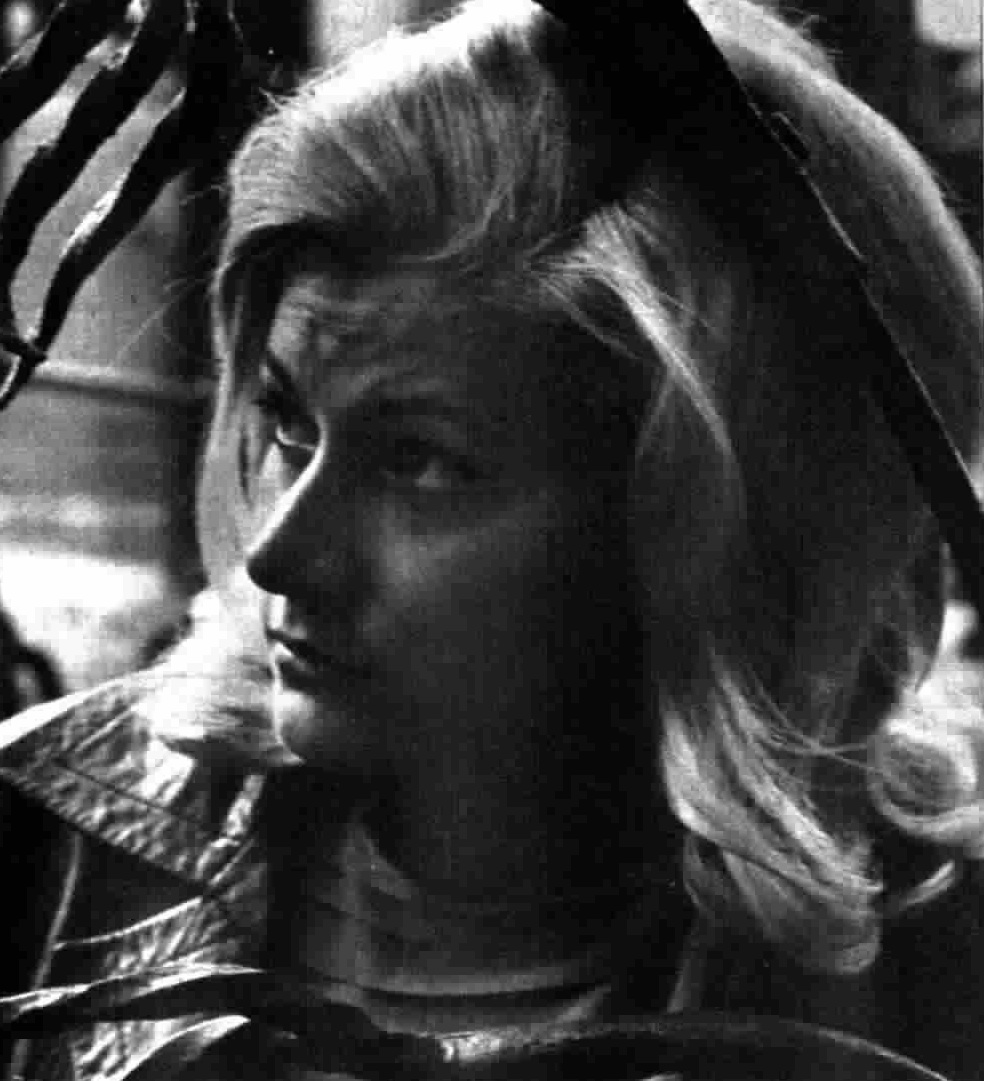
Nicoletta Rizzi in A come Andromeda

Nicoletta Rizzi in Grazie zia

### Cinema
- Grazie zia, regia di Salvatore Samperi (1968)
- Cuore di mamma, regia di Salvatore Samperi (1969)
- Quella chiara notte d'ottobre, regia di Massimo Franciosa (1970)
- La prima notte di quiete, regia di Valerio Zurlini (1972)
- Milano: il clan dei calabresi, regia di Giorgio Stegani (1974)

### Sceneggiati e prosa televisiva
- Mont Oriol, regia di Claudio Fino – miniserie TV (1958)
- Le sorelle omicidi, regia di Claudio Fino – originale TV (1958)
- Dieci minuti di alibi di Anthony Armstrong, regia di Giacomo Vaccari – teatro (1959)
- L'incomparabile Crichton di James M. Barrie – teatro (1959)
- Non te li puoi portare appresso di Hart&Kaufman – teatro (1959)
- Un marito ideale di Oscar Wilde – teatro (1959)
- Le Troiane di Euripide – teatro (1960)
- Il canto della culla di Gregorio M. Sierra – teatro (1960)
- I legittimisti in Italia di Luigi Suñer, regia di Flaminio Bollini – teatro (1961)
- La locanda dei misteri, regia di Giancarlo G. Beria – teatro (1961)
- Essi arrivarono ad una città di John B. Priestley – teatro (1961)
- Il furfantello dell'Ovest di John M. Synge, regia di Anton Giulio Majano – teatro (1962)
- I fiori non si tagliano di Turi Vasile, regia di Enrico Colosimo – teatro (1962)
- Ore disperate di Joseph Hayes – teatro (1962)
- La ragazza di campagna di Clifford Odets – teatro (1962)
- Un mondo sconosciuto di Henry Denker – teatro (1963)
- Questione di soldi di Alexandre Dumas jr – teatro (1964)
- Il tenente Fritz di Hermann Sudermann, regia di Enrico Colosimo – teatro (1965)
- I fratelli Castiglioni di Alberto Colantuoni – teatro (1965)
- Di fronte alla legge, regia di Gianfranco Bettetini – miniserie TV (1967)
- Breve gloria di mister Miffin di Allan Prior, regia di Anton Giulio Majano – miniserie TV (1967)
- Vivere insieme – serie TV, episodio Per non somigliarti (1967)
- Tre donne tre grandi battaglie, regia di Claudio Fino – miniserie TV (1968)
- Jekyll, regia di Giorgio Albertazzi – miniserie TV (1969)
- Il diritto dell'uomo, regia di Leonardo Cortese – originale TV (1969)
- Di fronte alla legge, regia di Lydia C. Ripandelli – miniserie TV (1970)
- Il 2° colpo di Robert Thomas – teatro (1970)
- La rete 729852, regia di Gianni Serra (1970)
- Il corvo, regia di Leonardo Cortese – teatro (1970)
- Nero Wolfe – serie TV, episodio 3x02 (1971)
- Giallo di sera di Louis Thomas, regia di Guglielmo Morandi – miniserie TV (1971)
- Di fronte alla legge, regia di Silvio Maestranzi – film TV, episodio Le tre verità (1971)
- I tromboni di Federico Zardi, regia di Raffaele Meloni – teatro (1971)
- I nobili ragusei, regia di Alberto Gagliardelli – teatro (1971)
- La rosa bianca, regia di Alberto Negrin – sceneggiato (1971)
- A come Andromeda di Hoyle & Elliot, regia di Vittorio Cottafavi – miniserie TV (1972)
- Erano tutti miei figli di Arthur Miller – teatro (1972)
- I Nicotera, regia di Salvatore Nocita – miniserie TV (1972)
- I tre camerati di Eric M. Remarque, regia di Lyda C. Ripandelli – miniserie TV (1973)
- Lungo il fiume e sull'acqua, regia di Alberto Negrin – miniserie TV (1973)
- L'edera di Grazia Deledda, regia di Giuseppe Fina (1974)
- Sansone di Henri Bernstein, regia di Marcello Aliprandi – teatro (1975)
- La complice di Thomas & Remy – teatro (1975)
- Gamma di Fabrizio Trecca, regia di Salvatore Nocita – miniserie TV (1975)
- La mossa del cavallo, regia di Giacomo Colli – miniserie TV (1977)
- Astuzia per astuzia di Enrico Roda, regia di Mario Caiano – miniserie TV (1979)

## Teatro
- Arlecchino servitore di due padroni, Teatro Fraschini di Pavia (1958)
- Come nasce un soggetto cinematografico di Cesare Zavattini, regia di Virginio Puecher, Piccolo Teatro di Milano (1959)
- Antigone (1964)
- Vinzenz e l'amica degli uomini importanti di Musil, regia di Aldo Trionfo (1964)
- Dialoghi con Leucò di Cesare Pavese, regia di Aldo Trionfo, Teatro Stabile della città di Trieste (1964)
- Cassio governa a Cipro di Giorgio Manganelli, regia di Gianni Serra per la Biennale di Venezia 1974, direttore Luca Ronconi
- Le case del vedovo di George Bernard Shaw, regia di Carlo Battistoni, Teatro Giglio di Inzago (1975-1976)

## Prosa radiofonica Rai
- Bernadette di Henri Ghéon, regia di Corrado Pavolini, trasmessa il 21 dicembre 1959.